# Hucisko (Rzeszów)
Pour les articles homonymes, voir Hucisko.
Hucisko est une localité polonaise de la gmina de Głogów Małopolski, située dans le powiat de Rzeszów en voïvodie des Basses-Carpates au sud-est de la Pologne. Il se trouve à environ 8 kilomètres au nord-est de Głogów Małopolski et à 21 km au nord de la capitale régionale Rzeszów .